# Rosendo Nieblas
Rosendo Nieblas är en ort i Mexiko.   Den ligger i kommunen Elota och delstaten Sinaloa, i den centrala delen av landet, 900 km nordväst om huvudstaden Mexico City. Rosendo Nieblas ligger 14 meter över havet och antalet invånare är 143.
Terrängen runt Rosendo Nieblas är platt. Havet är nära Rosendo Nieblas åt sydväst.  Närmaste större samhälle är La Cruz, 14,7 km norr om Rosendo Nieblas. 